# Michaela Egger
Michaela Egger (ur. 15 lutego 1984 w Bad Aussee) – austriacka lekkoatletka specjalizująca się w skoku w dal oraz trójskoku.
Srebrna medalistka (w drużynie) igrzysk europejskich (2015) – indywidualnie zajęła 4. miejsce w trójskoku
Dwudziestopięciokrotna mistrzyni Austrii: w trójskoku (hala – 2006, 2007, 2008, 2010, 2011, 2012, 2013, 2015, 2016 i 2017; stadion – 2006, 2007, 2008, 2009, 2010, 2011, 2012, 2013, 2014 i 2015) i skoku w dal (hala – 2011, 2012 i 2017; stadion – 2011, 2012). Stawała także na podium mistrzostw kraju w pięcioboju oraz sztafetach 4 × 100 metrów i 4 × 200 metrów.

## Rekordy życiowe
- skok w dal – 6,14 (2011)[3]
- trójskok (hala) – 13,30 (2011)[3]